# Senran Kagura
Senran Kagura (閃乱カグラ) est une série de jeux vidéo développée par Tamsoft et produite par Marvelous Entertainment. Les designs des personnages du jeu ont été conçus par Nan Yaegashi. La franchise est axée sur un groupe de jeunes femmes ninjas. Elle a connu de nombreuses adaptations en mangas. Une série télévisée d'animation produite par Artland a été diffusée entre janvier et mars 2013.

## Histoire
La saga Senran Kagura tourne autour de l'académie Hanzō, un établissement d'enseignement secondaire qui forme secrètement un groupe de filles à l'art de ninjitsu. L'histoire suit Asuka, Ikaruga, Katsuragi, Yagyū et Hibari au cours de leur apprentissage en tant que kunoichis.

## Personnages
Asuka (飛鳥)
Personnage principal de la série, elle est en seconde année. Elle souhaite suivre les traces de son grand-père et devenir un grand ninja. D'une nature optimiste, un peu naïve et effrayée par les grenouilles, qui sont les animaux d'invocation de sa famille. Ses armes de prédilection sont les ninjatōs transmis par son grand-père.
Ikaruga (斑鳩)
Étudiante de troisième année, elle est mature et prend son devoir de ninja au sérieux. Cependant, elle perd parfois son sang-froid. Elle est la fille adoptive d'une famille riche de ninja et a été choisie comme étant le prochain chef de sa famille après son frère qui fut un ninja raté. Son animal d'invocation est le phœnix, son arme de prédilection est son sabre Hien qui lui a été transmit par son père adoptif.
Katsuragi (葛城)
Étudiante de troisième année, elle est la membre la plus perverse du groupe, elle aime caresser les seins d'Asuka. Son animal d'invocation est le dragon oriental, ses armes de prédilections sont une paire de jambières. Elle se bat pour prouver qu'elle est la plus forte et pour rétablir l'honneur de sa famille qui a été perdu lors d'une mission ratée.
Yagyū (柳生)
Élève de première année, elle est une prodige de l'art ninja. Elle se soucie beaucoup d'Hibari qu'elle prend en charge et qu'elle souhaite protéger à tout prix, elle la considère comme sa petite sœur, décédée dans un accident de voiture, car elle ressemble beaucoup à cette dernière. Elle porte un cache-œil sur l’œil droit et transporte toujours avec elle une ombrelle (cachant diverses armes). Son repas préféré est le calamar. Son animal d'invocation est un calamar géant.
Hibari (雲雀)
Élève de première année, elle est maladroite et enfantine, elle aime les objets kawaii. Elle est très proche de Yagyū qu'elle dit aimer. Son animal d'invocation est un énorme lapin rose. Elle est l'un des rares personnes n'ayant pas un passé triste, douloureux ou sombre.

## Jeux vidéo

### Senran Kagura: Shōjo-tachi no Shinei&Senran Kagura Burst
Le premier opus de la série est intitulé Senran Kagura: Shōjo-tachi no Shinei (閃乱カグラ -少女達の真影-, Senran Kagura: Skirting Shadows) est un jeu à défilement horizontal ayant comme personnages principaux des ninjas, il est sorti au Japon le 22 septembre 2011 sur Nintendo 3DS.
Une suite (ou perfect edition) Senran Kagura Burst (閃乱カグラ Burst), qui contient le jeu originel ainsi qu'une nouvelle histoire intitulée Guren no Shōjo-tachi (紅蓮の少女達), qui permet de jouer avec cinq nouveaux personnages, est sortie au Japon sur Nintendo 3DS le 30 août 2012 puis est sortie en version numérique sur le Nintendo eShop japonais le 10 janvier 2013.
Le jeu est sorti en version physique et numérique en Amérique du Nord le 14 novembre 2013 et le 27 février 2014 pour l'Europe, la version physique française du jeu est sorti le 28 mars 2014.

### Senran Kagura Shinovi Versus
Senran Kagura Shinovi Versus: Shōjo-tachi no Shōmei (閃乱カグラ SHINOVI VERSUS -少女達の証明-) est la suite de Senran Kagura Burst. Il inclut dix nouveaux personnages jouables ainsi qu'un mode en ligne.
Il est sorti sur PlayStation Vita le 28 février 2013 au Japon et en Amérique du Nord le 14 octobre 2014, et le 15 octobre 2014 en Europe.
Sa sortie est accompagnée d'un social game, Senran Kagura: NewWave (閃乱カグラ NewWave), sorti sur les plateformes mobiles iOS et Android.
Il est également sorti sur Steam le 1er juin 2016.

### Senran Kagura 2: Shinku
Senran Kagura 2: Shinku (閃乱カグラ2深紅) est un jeu d'action à défilement latéral réalisé par la même équipe que Senran Kagura Burst. Il est sorti sur Nintendo 3DS le 7 août 2014 au Japon.
Dans ce nouvel opus il est possible de faire des batailles incluant un second personnage auquel le joueur donne des ordres pour combattre à ses côtés. Le jeu introduit deux nouveaux personnages principaux que sont Kagura et Naraku.
Les personnages jouables dans le jeu sont personnalisable au niveau des tenues (tailles et positions des accessoires) ou au niveau des cheveux (coupes et couleurs). De nouvelles fonctionnalités ont été incluses telle la réalité augmentée, qui permet de s'amuser avec les personnages du jeu dans des décors de la vie réelle.
Cette suite de Senran Kagura Burst introduit également le premier personnage masculin jouable de la série. Daidouji et Rin, personnages initialement apparus dans Senran Kagura Shinovi Versus en DLC font partie de la liste des personnages jouables.

### Senran Kagura Estival Versus
Lors de la conférence PlayStation pré Tokyo Game Show, Senran Kagura Estival Versus est annoncé sur PlayStation 4 et PlayStation Vita pour le 26 mars 2015. Le jour même, une sortie pour la version physique de Dekamori Senran Kagura est annoncée au 27 novembre 2014.

### Senran Kagura Bon Appétit!
Senran Kagura Bon Appétit ! est un jeu de rythme musical culinaire sorti sur PlayStation Vita puis sur Steam. Sorti à la base au format digital sous deux versions il ressort quelques mois plus tard en version physique avec tout le contenu des deux versions digitales, puis sur PC le 10 novembre 2016.

### Senran Kagura Peach Beach Splash
Senran Kagura Peach Beach Splash est annoncé début octobre 2016. Il s'agit d'un jeu de tir à la troisième personne. Il est sorti au Japon le 16 mars 2017 près de deux ans après la sortie de Senran Kagura Estival Versus, puis le 22 septembre 2017 en France avec des sous titres en Français.

## Mangas
Il y a actuellement cinq mangas basés sur la franchise. La principale adaptation, écrite par Kenichiro Takaki et illustrée par Amami Takatsume, a commencé dans le magazine Monthly Comic Alive (月刊コミックアライブ) de l'éditeur Media Factory le 27 août 2011. Seven Seas Entertainment licencie depuis novembre 2013 en Amérique du Nord sous le titre de Senran Kagura: Skirting Shadows.

### Senran Kagura Spark!
Senran Kagura Spark! (閃乱カグラSpark!) est un one shot écrit par Kenichiro Takaki et dessiné par Kyō Tanabe.
| no | Japonais       | Japonais          |
| no | Date de sortie | ISBN              |
| -- | -------------- | ----------------- |
| 1  | 15 mars 2012   | 978-4-04-727941-4 |

### Senran Kagura Skirting Shadows
Senran Kagura Skirting Shadows (閃乱カグラー紅蓮の蛇ー) est un manga écrit par Kenichiro Takaki et dessiné par Amami Takatsume.
| no | Japonais        | Japonais          |
| no | Date de sortie  | ISBN              |
| -- | --------------- | ----------------- |
| 1  | 23 février 2012 | 978-4-84-014418-6 |
| 2  | 23 août 2012    | 978-4-84-014705-7 |

### Senran Kagura Guren no Ouroboros
Senran Kagura Guren no Ouroboros (閃乱カグラ -紅蓮の蛇-) est un manga écrit par Kenichiro Takaki et dessiné par Manabu Aoi.
| no | Japonais         | Japonais          |
| no | Date de sortie   | ISBN              |
| -- | ---------------- | ----------------- |
| 1  | 27 avril 2012    | 978-4-75-806305-0 |
| 2  | 27 décembre 2012 | 978-4-75-806349-4 |
| 3  | 27 juillet 2013  | 978-4-75-806394-4 |

## Anime
En avril 2012, le magazine Famitsu annonce qu'une adaptation en série télévisée d'animation de Senran Kagura est en production. Celle-ci est produite par le studio Artland avec une réalisation de Takashi Watanabe et un scénario de Takao Yoshioka. Elle est diffusée à partir du 6 janvier 2013 sur la chaine AT-X. Les douze épisodes de la série ont ensuite été commercialisés en six coffrets DVD/Blu-ray comprenant différents bonus.
En Amérique du Nord, la série est diffusée en simulcast par Funimation Entertainment.Une Saison 2 de l'anime est sortie en 2018, se nommant Senran Kagura Shinovi Master et qui contient 12 épisodes. Disponible sur Crunchyroll.

### Liste des épisodes
| No | Titre français | Titre japonais   | Titre japonais                | Date de 1re diffusion |
| No | Titre français | Kanji            | Rōmaji                        | Date de 1re diffusion |
| -- | -------------- | ---------------- | ----------------------------- | --------------------- |
| 1  |                | 摩天楼に立つ忍者 | Matenrō ni Tatsu Shinobi      | 6 janvier 2013        |
| 2  |                | 伝説の忍あらわる | Densetsu no Shinobi Arawareru | 13 janvier 2013       |
| 3  |                | 月下の侵入者     | Gekka no Shinnyūsha           | 20 janvier 2013       |
| 4  |                | 臨海修行・忍島   | Rinkai Shugyō Shinobitō       | 27 janvier 2013       |
| 5  |                | 奇襲!半蔵学院    | Kishū! Hanzō Gakuin!          | 3 février 2013        |
| 6  |                | 連動忍結界       | Rendō Shinobi Kekkai          | 10 février 2013       |
| 7  |                | 恐怖のハイキング | Kyōfu no Haikingu             | 17 février 2013       |
| 8  |                | 追憶の忍教室     | Tsuioku no Shinboi Kyōshitsu  | 24 février 2013       |
| 9  |                | 秘立蛇女子学園   | Hiritsu Hebi Joshigakuen      | 3 mars 2013           |
| 10 | Yin et Yang    | 陰と陽           | In to Yo                      | 10 mars 2013          |
| 11 |                | 決戦天守閣       | Kessen Tenshukaku             | 17 mars 2013          |
| 12 |                | 超秘伝忍法       | Chō Hiden Ninpo               | 24 mars 2013          |

### Musiques
Les génériques de fins ont été interprétés par les seiyū des antagonistes et protagonistes.
| 1 | 1 – 12 | Break Your World | Sayaka Sasaki |            |                                 |                                                                          |
| 1 | 1 – 12 | Break Your World | Sayaka Sasaki | 1 - 3, 8   | Fighting Dreamer                | Hitomi Harada, Asami Imai, Yū Kobayashi, Kaori Mizuhashi et Yuka Iguchi  |
| 1 | 1 – 12 | Break Your World | Sayaka Sasaki | 4 – 6, 9   | Yamiyo wa Otome wo Hana ni Suru | Eri Kitamura, Ai Kayano, Ryōko Shiraishi, Saori Gotō et Megumi Toyoguchi |
| 1 | 1 – 12 | Break Your World | Sayaka Sasaki | 7, 10 – 12 | Shissōron                       | Hitomi Harada                                                            |

### Doublage
Les personnages sont doublés, pour l'académie Hanzō et la Crimson Squad d'Homura, par les mêmes seiyū dans la série animée et les jeux (ne sont présents que les personnages présents dans la série animée)

#### Académie Hanzō
| Personnages    | Voix japonaises        |
| -------------- | ---------------------- |
| Asuka          | Hitomi Harada          |
| Ikaruga        | Asami Imai             |
| Katsuragi      | Yū Kobayashi           |
| Yagyuu         | Kaori Mizuhashi        |
| Hibari         | Yuka Iguchi            |
| Kiriya-sensei  | Keiji Fujiwara         |
| Daidoji-senpai | Yu Asakawa             |
| Hanzō          | Kanehira Yamamoto (ja) |

#### Homura Crimson Squad
| Personnages | Voix japonaises  |
| ----------- | ---------------- |
| Homura      | Eri Kitamura     |
| Yomi        | Ai Kayano        |
| Hikage      | Ryoko Shiraishi  |
| Mirai       | Saori Gotō       |
| Haruka      | Megumi Toyoguchi |
| Suzune      | Suzuko Mimori    |

#### Autres personnages
| Personnages    | Série animée    |
| -------------- | --------------- |
| Murasame       | Hiroki Yasumoto |
| Père d'Ikaruga | Jin Yamanoi     |